# Steinkreis von Reenkilla
Der Steinkreis von Reenkilla ist einer der in Irland seltenen bronzezeitlichen Himmelsteinkreise (englisch four-poster stone circle). Er liegt im Townland Reenkilla (irisch Rinn Choille) in einem Wald auf der Westseite der kleinen Gezeiteninsel Knockacappul im Süden des Kilmakilloge Harbour im County Kerry. Der Platz nahe der Grenze zum County Cork kann nur bei Ebbe und mit Erlaubnis des Grundbesitzers besucht werden.
Vier aufrechte Steine bilden ein Viereck, das von einem einzelnen Monolith (englisch outlier) begleitet wird, der 0,75 m hoch und 1,0 × 0,65 m stark ist und etwa 13 m entfernt im Norden steht. Die Seiten des Vierecks sind auf die Himmelsrichtungen ausgerichtet. Die Steine sind 2,4 m, 1,15 m, 0,7 m und 0,35 m hoch. Ihre Breite liegt zwischen 1,0 m und 0,5 m. 
Reenkilla ist der einzige Himmelsteinkreis im County Kerry und einer von nur sechs in Irland. Die anderen sind: Robinstown Great im County Wexford und Cappaboy Beg, Gortnacowly, Labbamolaga (unsicher) sowie Maughanaclea im County Cork.